# خانغيه (مهاباد)
قرية خانغيه (بالكردية: خانەگێ) هي إحدى القرى التابعة لـمنغور الشرقية في ريف قسم خليفان من مقاطعة مهاباد، في محافظة أذربیجان الغربیة الإيرانية.

## السكان
حسب إحصاءات سنة 2006، بلغ إجمالي السكان في خانغيه 82 نسمة وعدد المساكن 15 مسكن. لغة سكان خانغيه هي اللغة الكردية و هم من أهل السنة والجماعة والمذهب الشافعي.